# C. T. Moritz
Carl Theodor Moritz (* 18. Mai 1772 in Berlin; † 11. Dezember 1834 ebenda) war ein deutscher Komponist.

## Leben
Über Moritz’ Leben ist fast nichts bekannt. Eine Reihe von Rezensionen und die Tatsache, dass er hauptsächlich bei den renommierten Verlagen Breitkopf & Härtel und C.F. Peters veröffentlichte, lassen vermuten, dass er zu Lebzeiten einige Reputation genoss. Es ist jedoch aus dem 19. Jahrhundert keine biographische Arbeit über ihn bekannt, und archivalische Quellen sind bislang nur in geringem Umfang aufgetaucht.
Die Titelblätter der zwischen etwa 1810 und 1822 erschienenen Druckveröffentlichungen seiner Kompositionen zeigen – für jene Zeit nicht ungewöhnlich – anstatt der Vornamen lediglich die Initialen „C. T.“. Die Allgemeine musikalische Zeitung nennt in einem Hinweis auf ihre „musikalische Beylage“ vom Februar 1812 den Komponisten „Herrn geheim. Cabinets-Secret. C. T. Moritz in Berlin“; im Juni 1814 „Hrn. geh. Secretär Moritz in Berlin“. Dass Moritz preußischer Beamter war, wird durch die Berliner Adressbücher bestätigt, die von 1818/19 bis 1835 einen „Hofrath“ Moritz führen, wohnhaft zunächst in der Krausenstraße 47 (heute Berlin-Mitte). 1818 wird er ein einziges Mal mit den Vornamen „Carl Theodor“ erwähnt, in den folgenden Jahren lediglich mit der Initiale „C.“, ab 1823 dann aber mit dem Zusatz „Finanzrath bei der General-Salz-Direktion“. 1826 erfolgte ein Umzug in die Behrenstr. 53, 1833 in die Schützenstr. 3, wo er 1835 ein letztes Mal als „pens[ionierter] Geh[eimer] Finanz-Rath“ erwähnt wird. 1836 bis 1850 findet sich nur noch „Moritz, geb. Grathenow, verw[itwete] Finanzräthin“.

## Werke
Neben Liedern und mehrstimmigen Gesängen veröffentlichte Moritz vier Flötensonaten und ein Klaviertrio, konkret: Zwei von Flöte oder Violine begleitete Klaviersonaten (op. 2 und 4), eine Sonate für Klavier mit Begleitung durch Flöte (oder Violine) und Violoncello (op. 3), zwei „große konzertante“ Sonaten für Klavier und Flöte (op. 8 und 9), sowie zwei Klaviersonaten (op. 13 und 14). In jedem seiner Werke ist ein Klavier besetzt; möglicherweise war er selbst Pianist. In seinen Kammermusikwerken spielt die Flöte eine prominente Rolle. Sein Ruf begründete sich aber wohl auf seinen Vokalkompositionen, denn das Brockhaus-Conversations-Lexikon von 1822 nennt im Artikel „Componisten (die berühmtesten der jetzt lebenden)“ auf S. 702 im Abschnitt „Liedercomponisten“ – neben beispielsweise Beethoven, Spohr, Weber und Zelter – auch C. T. Moritz. Von 1813 bis 1823 erschienen in der Allgemeinen musikalischen Zeitung und im Journal für Literatur, Kunst, Luxus und Mode regelmäßig Rezensionen seiner Veröffentlichungen.

### Werkverzeichnis
Erhalten sind – beispielsweise in der Staatsbibliothek zu Berlin (DMS & N. Mus. Nachl.) – Drucke folgender Kammermusikwerke, Lieder, mehrstimmiger Gesänge und Klaviersonaten (Datierungen von op. 2 bis 4 anhand der Plattennummern nach
Musikverlagswiki, Arbeitshilfe zur Datierung von Musikdrucken oder, ab op. 5, aufgrund der publizierten Rezensionen):
- Sonate Pour le Pianoforte avec Accompagnement de Flûte ou Violon op. 2 [(1819 oder) 1820]
- Sonate Pour le Pianoforte avec Accompagnement de Flûte ou Violon et Violoncelle op. 3 [1812]
- Sonate Pour le Pianoforte avec Accompagnement de Flûte ou Violon op. 4 [1820]
- Dreizehn Lieder und Gesänge mit Begleitung des Pianoforte op. 5 [ca. 1813][8]
- Lieder der Liebe, mit Begleitung des Pianoforte oder der Guitarre op. 6 [1814][9]
- Neun Lieder mit Begleitung des Pianoforte op. 7 [1814][10]
- Grande Sonate Concertante pour le Pianoforte et la Flûte op. 8 [1814]
- Grande Sonate Concertante pour le Pianoforte et la Flûte op. 9 [1814 oder 1815]
- Drei- und vierstimmige Gesänge mit Begleitung des Pianoforte op. 10 [1816][11]
- Vierstimmige Gesänge mit Begleitung des Pianoforte op. 11 [1816][12]
- Lieder der Liebe, mit Begleitung des Pianoforte oder der Guitarre, 2. Sammlung op. 12 [1816]
- Sonate pour le Pianoforte op. 13 [1817]
- Sonate pour le Pianoforte op. 14 [1818][13]
- Lieder mit Begleitung des Pianoforte op. 15 [1822][14]
- Lied „An die untergehende Sonne“ Es-Dur WoO[15] – auf das Gedicht „Fliehst auf ewig du, o Milde!“ aus Johann Friedrich Kinds Novelle „Das schöne Eismädchen“
- Drei vaterländische Gesänge WoO,[16] Texte von Arndt, Heinsius u. August. Schlesinger, Berlin 1814.

Op. 2 bis 5 und op. 7 erschienen bei Breitkopf & Härtel, op. 6, op. 8 bis 12 sowie op. 14 (und vermutlich auch op. 13) bei Peters in Leipzig und op. 15 bei Christiani in Berlin.